# Цирк (фільм, 1936)
«Цирк» — комедійний художній фильм, поставлений в 1936 році режисером Григорієм Александровим. Класика радянського кінематографу.

## Сюжет
У середині 30-х років циркова акторка Маріон Діксон утікає зі США з маленьким чорношкірим сином. Знаючи факти її особистого життя, цирковий артист фон Кнейшиц шантажує й експлуатує її. Приїхавши з оригінальним атракціоном у СРСР, вона знаходить тут друзів і вирішує залишитися назавжди.

## В ролях
- Любов Орлова — Мері, Марион Діксон
- Євгенія Мельникова — Раєчка
- Сергій Столяров — Іван Петрович Мартинов
- Володимир Володін — директор цирку Людвиг Осипович
- Павло Массальський — Франц фон Кнейшиц
- Олександр Коміссаров — Скамейкін, конструктор-аматор
- Володимир Канделакі — глядач в цирку
- Федір Куріхін — капітан Борнео
- Соломон Міхоелс — глядач в цирку
- Сергій Антимонов — Шпрехшталмейстер
- Микола Отто — клоун «Чарлі Чаплін»
- Лев Свердлин — глядач в цирку